# Pericallia lorquini
Pericallia lorquini är en fjärilsart som beskrevs av Felder 1874. Pericallia lorquini ingår i släktet Pericallia och familjen björnspinnare. Inga underarter finns listade i Catalogue of Life.